# A király személye körüli miniszterek listája
A király személye körüli miniszter, hivatalos nevén Magyarország király személye körüli minisztere a magyar kormány tagja 1948 és 1918 között, ő a felelős az uralkodó ügyeiért, valamint a magyar kormány által képviselt Magyarország és a király közti kapcsolatokért, érdekek képviseletéért.
A hivatalt a Batthyány-kormány idején hozták létre. Ekkor Esterházy Pál Antal töltötte be ezt a tisztséget. Feladata a magyar külpolitikai érdekek képviselete volt a királynál.

## Hivatalos megnevezése
| Név                                                                       | Kezdete           | Vége                |
| ------------------------------------------------------------------------- | ----------------- | ------------------- |
| Magyarország király személye körüli minisztere                            | 1848. április 7.  | 1848. szeptember 9. |
| – (Országos Honvédelmi Bizottmány alá tartozik)                           | 1848. október 2.  | 1849. május 1.      |
| – (Nem tagja a kormánynak)                                                | 1849. május 2.    | 1849. augusztus 11. |
| Nincs felelős magyar kormányzat (1849. augusztus 11. – 1867. február 20.) |                   |                     |
| Magyarország király személye körüli minisztere                            | 1867. február 20. | 1918. november 1.   |

## Miniszterek listája

### Lista
| #                                       | Portré                         | Miniszter                                                                       | Hivatal kezdete      | Hivatal vége        | Párt                 | Párt            | Kormány            |
| --------------------------------------- | ------------------------------ | ------------------------------------------------------------------------------- | -------------------- | ------------------- | -------------------- | --------------- | ------------------ |
| 1                                       |                                | herceg galántai Esterházy Pál Antal (1786–1866)                                 | 1848. április 7.     | 1848. szeptember 9. | Konzervatív Párt     |                 | Batthyány          |
| –                                       | Országos Honvédelmi Bizottmány | Országos Honvédelmi Bizottmány                                                  | 1848. szeptember 9.  | 1849. május 1.      | –                    |                 | OHB                |
| Üres 1849. május 1. – 1867. február 20. |                                |                                                                                 |                      |                     |                      |                 |                    |
| 2                                       |                                | tolnai gróf Festetics II. György (1815–1883)                                    | 1867. február 20.    | 1871. május 19.     | Független            |                 | Andrássy           |
| 3                                       |                                | báró Wenckheim Béla (1811–1879)                                                 | 1871. május 19.      | 1871. november 14.  | Deák-párt            |                 | Andrássy           |
| 3                                       | 1871. november 14.             | báró Wenckheim Béla (1811–1879)                                                 | 1872. december 4.    | Lónyay              | Deák-párt            |                 |                    |
| 3                                       | 1872. december 4.              | báró Wenckheim Béla (1811–1879)                                                 | 1874. március 21.    | Szlávy              | Deák-párt            |                 |                    |
| 3                                       | 1874. március 21.              | báró Wenckheim Béla (1811–1879)                                                 | 1875. március 2.     | Bittó               | Deák-párt            |                 |                    |
| 3                                       | 1875. március 2.               | báró Wenckheim Béla (1811–1879)                                                 | 1875. október 20.    | Wenckheim           | Deák-párt            |                 |                    |
| 3                                       | 1875. október 20.              | báró Wenckheim Béla (1811–1879)                                                 | 1879. július 7.      | Tisza Kálmán        | Deák-párt            |                 |                    |
| –                                       |                                | Ideiglenesen borosjenői Tisza Kálmán miniszterelnök (1830–1902)                 | 1879. július 7.      | Tisza Kálmán        | 1879. szeptember 25. | Szabadelvű Párt |                    |
| 3                                       |                                | báró orczi Orczy Béla (1822–1917)                                               | 1879. szeptember 25. | Tisza Kálmán        | 1890. március 13.    | Szabadelvű Párt |                    |
| 3                                       | 1890. március 13.              | báró orczi Orczy Béla (1822–1917)                                               | 1890. december 24.   | Szapáry             |                      | Szabadelvű Párt |                    |
| 4                                       |                                | Ifj. gróf magyarszőgyéni és szolgaegyházi Szőgyény-Marich László (1841–1916)    | 1890. december 24.   | Szapáry             | 1892. október 24.    | Szabadelvű Párt |                    |
| –                                       |                                | Ideiglenesen báró komlóskeresztesi Fejérváry Géza (1833–1914)                   | 1892. október 24.    | Szapáry             | 1892. november 19.   | Független       |                    |
| 5                                       |                                | borosjenői és szegedi gróf Tisza Lajos (1832–1898)                              | 1892. november 19.   | 1894. június 10.    | Szabadelvű Párt      |                 | Wekerle I.         |
| 6                                       |                                | Ifj. csíkszentkirályi és krasznahorkai gróf Andrássy Gyula (1860–1929)          | 1894. június 10.     | 1895. január 15.    | Szabadelvű Párt      |                 | Wekerle I.         |
| –                                       |                                | Ideiglenesen báró komlóskeresztesi Fejérváry Géza (1833–1914)                   | 1895. január 15.     | 1895. január 18.    | Független            |                 | Bánffy             |
| 7                                       |                                | branyicskai báró Jósika Sámuel (1848–1923)                                      | 1895. január 18.     | 1898. január 20.    | Szabadelvű Párt      |                 | Bánffy             |
| –                                       |                                | Ideiglenesen losonczi báró Bánffy Dezső miniszterelnök (1843–1911)              | 1898. január 20.     | 1898. december 20.  | Szabadelvű Párt      |                 | Bánffy             |
| 8                                       |                                | sárvár-felsővidéki gróf Széchényi Manó (1858–1926)                              | 1898. december 20.   | 1899. február 26.   | Független            |                 | Bánffy             |
| 8                                       | 1899. február 26.              | sárvár-felsővidéki gróf Széchényi Manó (1858–1926)                              | 1900. március 7.     | Széll               | Független            |                 |                    |
| –                                       |                                | Ideiglenesen dukai és szentgyörgyvölgyi Széll Kálmán miniszterelnök (1843–1915) | 1900. március 7.     | Széll               | 1900. március 29.    | Szabadelvű Párt |                    |
| 9                                       |                                | sárvár-felsővidéki gróf Széchényi Gyula (1829–1921)                             | 1900. március 29.    | Széll               | 1903. június 27.     | Független       |                    |
| 10                                      |                                | hédervári gróf Khuen-Héderváry Károly miniszterelnök (1849–1918)                | 1903. június 27.     | 1903. november 3.   | Szabadelvű Párt      |                 | Khuen-Héderváry I. |
| 11                                      |                                | borosjenői és szegedi gróf Tisza István miniszterelnök (1861–1918)              | 1903. november 3.    | 1904. március 3.    | Szabadelvű Párt      |                 | Tisza István I.    |
| (10)                                    |                                | hédervári gróf Khuen-Héderváry Károly (1849–1918)                               | 1904. március 3.     | 1905. június 18.    | Szabadelvű Párt      |                 | Tisza István I.    |
| 12                                      |                                | Ideiglenesen báró komlóskeresztesi Fejérváry Géza miniszterelnök (1833–1914)    | 1905. június 18.     | 1906. április 8.    | Független            |                 | Fejérváry          |
| 13                                      |                                | gróf zicsi és vázsonykői Zichy Aladár (1864–1937)                               | 1906. április 8.     | 1910. január 17.    | Katolikus Néppárt    |                 | Wekerle II         |
| (10)                                    |                                | hédervári gróf Khuen-Héderváry Károly miniszterelnök (1849–1918)                | 1910. január 17.     | 1912. április 22.   | Nemzeti Munkapárt    |                 | Khuen-Héderváry II |
| 14                                      |                                | erzsébetvárosi Lukács László miniszterelnök (1850–1932)                         | 1912. április 22.    | 1913. június 10.    | Nemzeti Munkapárt    |                 | Lukács             |
| 15                                      |                                | rajeci gróf Burián István (1851–1922)                                           | 1913. június 10.     | 1915. január 13.    | Független            |                 | Tisza István II    |
| –                                       |                                | Ideiglenesen borosjenői és szegedi gróf Tisza István miniszterelnök (1861–1918) | 1915. január 13.     | 1915. május 29.     | Nemzeti Munkapárt    |                 | Tisza István II    |
| 16                                      |                                | báró Roszner Ervin (1852–1928)                                                  | 1915. május 29.      | 1917. június 15.    | Nemzeti Munkapárt    |                 | Tisza István II    |
| 17                                      |                                | németújvári gróf Batthyány Tivadar (1859–1931)                                  | 1917. június 15.     | 1917. augusztus 18. | F48P                 |                 | Esterházy          |
| (13)                                    |                                | gróf zicsi és vázsonykői Zichy Aladár (1864–1937)                               | 1917. augusztus 18.  | 1917. augusztus 23. | Katolikus Néppárt    |                 | Esterházy          |
| (13)                                    | 1917. augusztus 23.            | gróf zicsi és vázsonykői Zichy Aladár (1864–1937)                               | 1918. október 31.    | Wekerle III         | Katolikus Néppárt    |                 |                    |
| (17)                                    |                                | németújvári gróf Batthyány Tivadar (1859–1931)                                  | 1918. október 31.    | 1918. november 1.   | F48P                 |                 | Károlyi Mihály     |